# メイラキリウム・トリナスツム
メイラキリウム・トリナスツム（Meiracyllium trinasutum）はラン科植物の1つでこの属に含まれる2種のうちの1つ。

## 特徴
小型の着生植物。横に這う匍匐茎を持ち、間を開けて小さな茎を出し、その先端に葉を1枚だけつける。匍匐茎は径3mmほどで、そこから出る茎の間隔は1.5-2cm程度。茎はごく短くて不明瞭。葉は長さ3-5cmで卵形をしており、先端はほんの小さく突き出している。色は暗緑色で縁は紫色を帯びている。葉質は硬くて肉厚。
開花期は春。花茎は茎の先端から出て長さ約1cmで、数個の花を密集してつける。花は半ばまで開き、赤紫色をしている。萼片は卵形で長さ約1cmになる。側花弁は長楕円形で、萼片よりやや短い。唇弁は広卵形で側花弁とほぼ同じ長さ、先端は尖る。唇弁の基部は耳状に広がって内側に巻き、僧坊状となる。蕊柱は基部は太くて先端に向けて細くなり、先端は尖っている。花にはニッキのような香りがある。

## 分布と生育環境
メキシコとグアテマラに分布。標高1300m付近に生育する。

## 利用
洋ランとして栽培されるが、さほど普及しているものではない。本属には2種あるが本種の方がより普及してはいる。
なお本種には白花品があり forma album と呼ばれる。2015年の時点では日本ではむしろこの白化品の方がよく見かけられるとのこと。

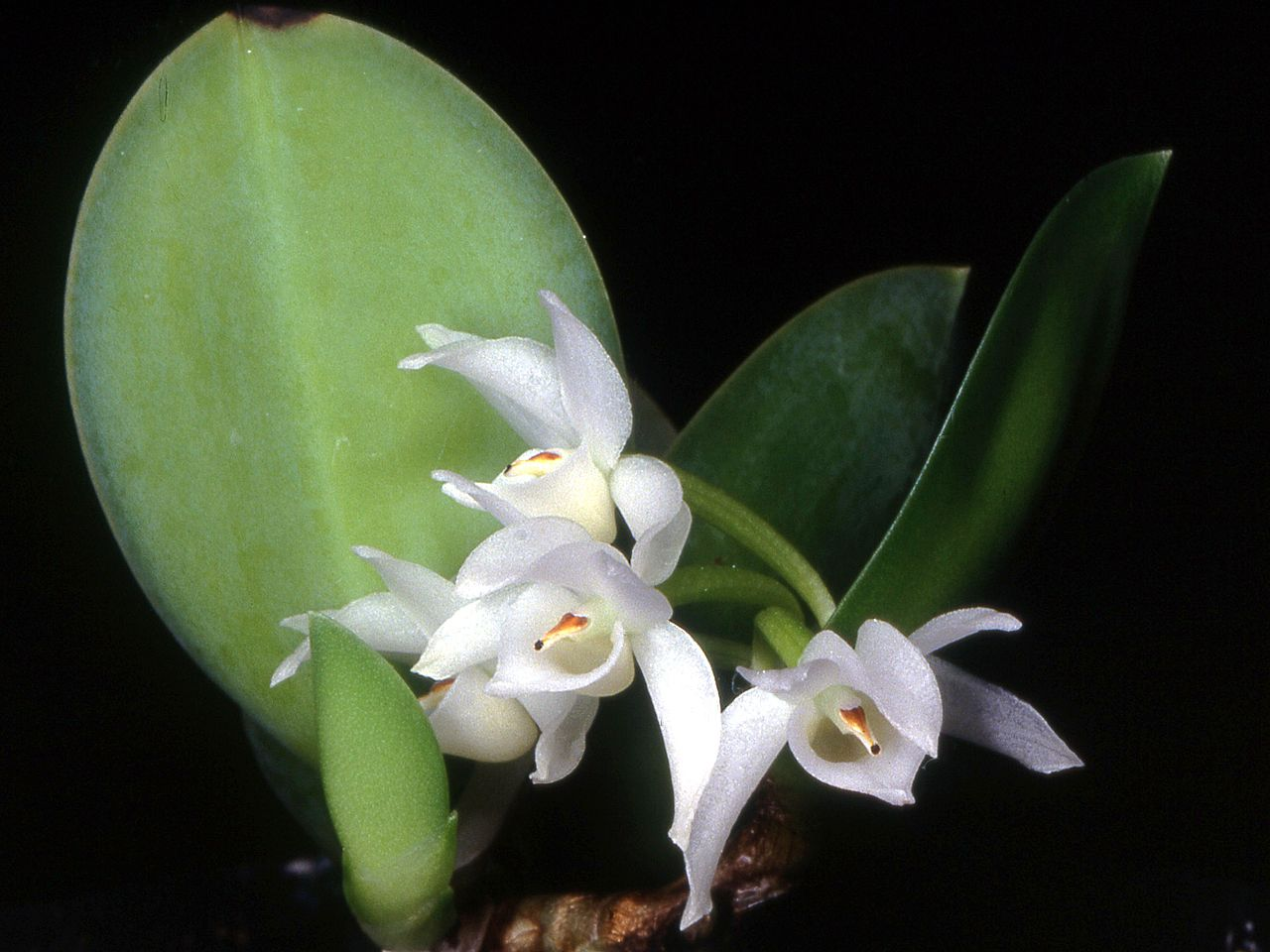
白花品